# Patrick Roux
Patrick Roux (ur. 29 kwietnia 1962 w Alès) – francuski judoka. Olimpijczyk z Seulu 1988, gdzie zajął piąte miejsce w wadze ekstralekkiej.
Brązowy medalista mistrzostw świata w 1987; uczestnik zawodów w 1985. Startował w Pucharze Świata w 1990. Zdobył dziesięć medali na mistrzostwach Europy w latach 1982 - 1988, w tym pięć w zawodach drużynowych. Wygrał igrzyska śródziemnomorskie w 1987. Drugi na akademickich MŚ w 1986 i trzeci w 1984. Trzeci na wojskowych MŚ w 1985 roku.

## Letnie Igrzyska Olimpijskie 1988
| Konkurencja | Eliminacje           | Eliminacje          | Eliminacje          | Finały              | Finały                      | Klas. końcowa |
| Konkurencja | Przeciwnik I         | Przeciwnik II       | 1/4                 | 1/2                 | o 3 miejsce                 | Miejsce       |
| ----------- | -------------------- | ------------------- | ------------------- | ------------------- | --------------------------- | ------------- |
| 60 kg       | Emad El-Said (EGY) Z | Paweł Botew (BGR) Z | József Csák (HUN) Z | Kim Jae-yup (KOR) P | Amiran Totikaszwili (URS) P | 5.            |